# 吉祥寺 (群馬県川場村)
吉祥寺（きちじょうじ）は、群馬県利根郡川場村にある臨済宗建長寺派の寺院である。山号は青龍山。本尊は釈迦如来。東国花の寺百ヶ寺群馬11番札所。2月11日には、地区の青年団員が女装をして地区の家々を回る奇祭「春駒祭り（県指定重要無形民俗文化財「門前春駒」）」が、寺内にある金甲稲荷本堂へ奉納される。

## 歴史
この寺は、1336年（延元元年）大友氏泰が父貞宗の供養のために大友氏の所領であった上野国利根郡に以前から帰依していた中巌円月を開山に迎えて創建したと伝えられる。1352年（文和元年）には北朝方の天皇の勅願所に指定され、臨済宗の寺格である諸山に列せられた。

## 文化財

### 群馬県指定文化財
- 重要文化財（有形文化財）
  - 木造仏種慧済禅師坐像
  - 木造広円明鑑禅師坐像
  - 木造釈迦如来坐像

なお、ヒメコマツが「吉祥寺のヒメ小松」として群馬県指定天然記念物に指定されていたが、2022年（令和4年）3月18日に指定解除されている。

## 所在地
- 群馬県利根郡川場村門前860-1